# Isaac Bayley Balfour

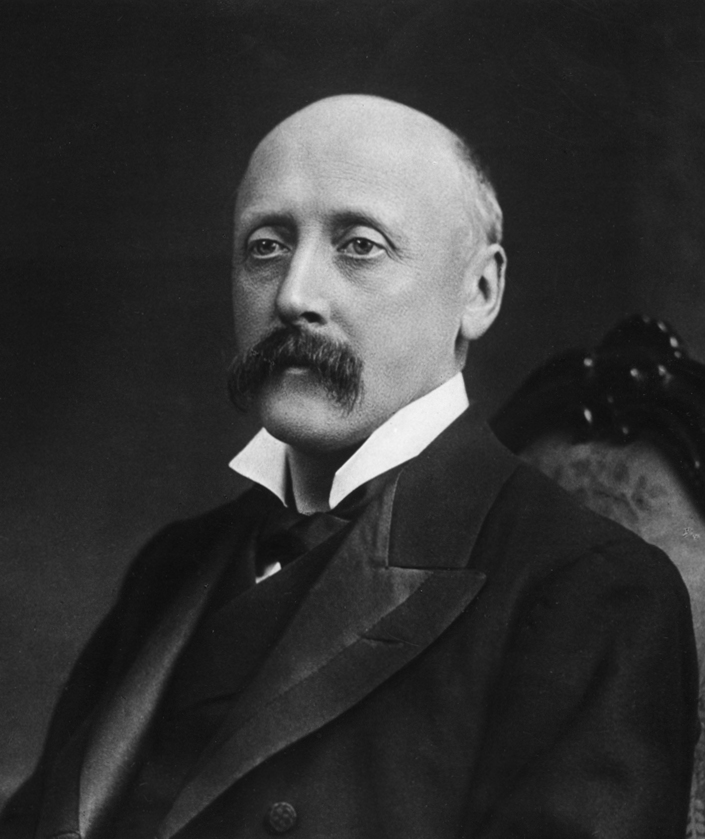
Isaac Bayley Balfour

Sir Isaac Bayley Balfour (* 31. März 1853 in Edinburgh; † 30. November 1922 in Court Hill, Haslemere, Surrey) war ein britischer Botaniker. Sein offizielles botanisches Autorenkürzel lautet „Balf.f.“

## Leben und Wirken
Balfour war das dritte Kind von John Hutton Balfour und dessen Frau Marion Spottiswood Bayley. Er besuchte von 1864 bis 1870 zunächst die Edinburgh Academy und studierte anschließend an der University of Edinburgh. Dort erwarb Balfour 1873 seinen Abschluss als Bachelor of Science (BSc.). Er studierte bei Julius Sachs an der Universität Würzburg und bei Anton de Bary an der Universität Straßburg.
Von 1873 bis 1878 war er Lecturer am Royal Veterinary College  in Edinburgh.
Eine astronomische Expedition zur Beobachtung des Venusdurchgang 1874 auf der Insel Rodrigues nutzte er zum Studium der lokalen Flora, worüber er 1875 zum Doctor of Science (DSc.) promoviert wurde.  Gleichzeitig studierte er Medizin in Edinburgh mit dem Bachelor-Abschluss (MB) 1877 und der Promotion (MD) 1883. Als Nachfolger von Alexander Dickson wurde er 1879 Regius Professor für Botanik an der Universität Glasgow.
1880 leitete er eine Expedition nach Sokotra und studierte dort die Flora (veröffentlicht als Botany of Socotra 1888). 1884 wurde er Sherardian Professor für Botanik an der University of Oxford und heiratete im selben Jahr. 1888 übernahm er den Lehrstuhl für Botanik in Edinburgh, den sein Vater innegehabt hatte, und wiederum als Nachfolger des früh verstorbenen Dickson. In Edinburgh reformierte er als Regius Keeper den Botanischen Garten unter anderem mit dem Anlegen eines Arboretums und richtete ein Botanisches Institut ein. Er war Queen´s Botanist von Schottland.

## Ehrungen
Am 4. Juni 1877 wurde Balfour Mitglied („Fellow“) der Royal Society of Edinburgh. Am 12. Juni 1884 wurde er als Mitglied („Fellow“) in die Royal Society gewählt.
1880 bis 1882 und 1904 bis 1906 war er Präsident der Edinburgh Botanical Society. 1897 erhielt er die Victoria Medal of Honour der Royal Horticultural Society und 1919 die Linnean Medal der Linnean Society of London. Er war Ehrendoktor (LL.D.) der Universitäten in Glasgow (1901) und Edinburgh (1921). 1920 wurde Balfour als Knight Commander des Order of the British Empire (KBE) geadelt.
Zu Ehren von Balfour wurden die Gattungen Balfouria (H.Ohba) H.Ohba aus der Familie der Dickblattgewächse (Crassulaceae) und Balfourina Kuntze aus der Familie der Rötegewächse (Rubiaceae) benannt. Die Blaue Jemen-Vogelspinne (Monocentropus balfouri), die von Balfour entdeckt wurde, wurde ihm zu Ehren benannt.

## Schriften (Auswahl)
- Botany of Socotra (= Transactions of the Royal Society of Edinburgh Band 31). Robert Grant & Son, Edinburgh 1888 (Digitalisat).